# Тирлешть
Тирлешть, Тирлешті (рум. Târlești) — село у повіті Прахова в Румунії. Входить до складу комуни Посешть.
Село розташоване на відстані 90 км на північ від Бухареста, 37 км на північ від Плоєшті, 144 км на захід від Галаца, 64 км на південний схід від Брашова.

## Населення
За даними перепису населення 2002 року у селі проживали 684 особи.
Національний склад населення села:
| Національність | Кількість осіб | Відсоток |
| -------------- | -------------- | -------- |
| румуни         | 644            | 94,2%    |
| цигани         | 40             | 5,8%     |

Рідною мовою назвали:
| Мова      | Кількість осіб | Відсоток |
| --------- | -------------- | -------- |
| румунська | 644            | 94,2%    |
| циганська | 40             | 5,8%     |